# Canción de cuna
Canción de cuna é um filme de drama espanhol de 1994 dirigido e escrito por José Luis Garci com base em peça teatral de Gregorio Martínez Sierra. 
Em 1994, no Festival de Montreal, conquistou os prêmios de melhor diretor e o prêmio Especial do Júri.
Rebatizado em inglês como Cradle Song, foi selecionado como representante da Espanha à edição do Oscar 1995, organizada pela Academia de Artes e Ciências Cinematográficas.[carece de fontes?]

## Elenco
- Fiorella Faltoyano - Madre Teresa
- Alfredo Landa - Don José
- María Massip - Madre Vicaria
- Diana Peñalver - Madre Juana de la Cruz